# مارك شابمان
مارك شابمان (27 يونيو 1994 في الصين - ) هو لاعب كريكت صيني. شارك مع منتخب هونغ كونغ للكريكت. أما مع النوادي، فقد لعب مع فريق أوكلاند للكريكت ‏.

## وصلات خارجية
- مارك شابمان على موقع إي آس بي آن كريك إنفو (الإنجليزية)